# Paludinellassiminea
Paludinellassiminea is een geslacht van weekdieren uit de klasse van de Gastropoda (slakken).

## Soorten
- Paludinellassiminea japonica (Pilsbry, 1901)
- Paludinellassiminea stricta (Gould, 1859)
- Paludinellassiminea tanegashimae (Pilsbry, 1924)